# Goniopora cellulosa
Goniopora cellulosa är en korallart som beskrevs av Veron 1990. Goniopora cellulosa ingår i släktet Goniopora och familjen Poritidae. IUCN kategoriserar arten globalt som sårbar. Inga underarter finns listade i Catalogue of Life.